# Jhinjhuvada
Jhinjhuwara (Jhinjhuvada) fou un petit estat tributari protegit de l'agència de Kathiawar al prant de Jhalawar, presidència de Bombai. La superfície era de 427 km² i la població el 1881 de 15.766 habitants, estant format per 17 pobles amb 9 tributaris separats. Els ingressos de 1876 eren de 8000 lliures dels quals 11078 lliures es pagaven de tribut al govern britànic. Molts dels habitants eren kolis. Hi havia antigament tres explotacions de sal a l'estat, que després foren tancades sota els britànics rebent els thakurs una compensació. L'estat governava també algunes illes petites al rann adjacent, destacant la de Jhilanand de 30 km², amb una fot termal anomenada Bhotwa que es diu que va curar un antic rei de nom Anand, afectat de lepra, després de banyar-se a les seves aigües.
La capital és Jhinjhuvada o Jhinjhuwara situada a 23° 21′ N, 71° 42′ E / 23.350°N,71.700°E a uns 25 km de l'estació de Kharaghora, amb una població el 1872 de 3.058 i el 1881 de 3.770 persones. El seu nom derivaria del fundador, Jhunjho, un rabari. És una ciutat antiga amb una fortalesa i un tanc o cisterna d'aigua; les portes de les fortificacions en ruïnes són un delicat exemple de l'antiga arquitectura hindu; moltes pedres porten la inscripció «Mahansri Udal» que segons la tradició fou un ministre de Sidraj Jayasingh d'Anhilwara (Patan), que hauria construït tant el fort com la cisterna perquè era natural de la vila. Va caure en mans dels soldans d'Ahmedabad i fou una posició fortificada de l'estat. Després va passar a l'Imperi Mogol i sota Akbar el Gran fou una thana. Al segle xviii la va conquerir el cap Kambhoji que s'hi va establir i va fundar una línia de thakurs talukdars que va governar fins al 1949; la dinastia deia ser d'origen jhala de la casa de Dhrangadra però barrejada amb clans kolis.